# Lophocalotes ludekingi
Lophocalotes ludekingi là một loài thằn lằn trong họ Agamidae. Loài này được Bleeker mô tả khoa học đầu tiên năm 1860. Chúng là loài đặc hữu của Sumatra, Indonesia.

## Hình ảnh

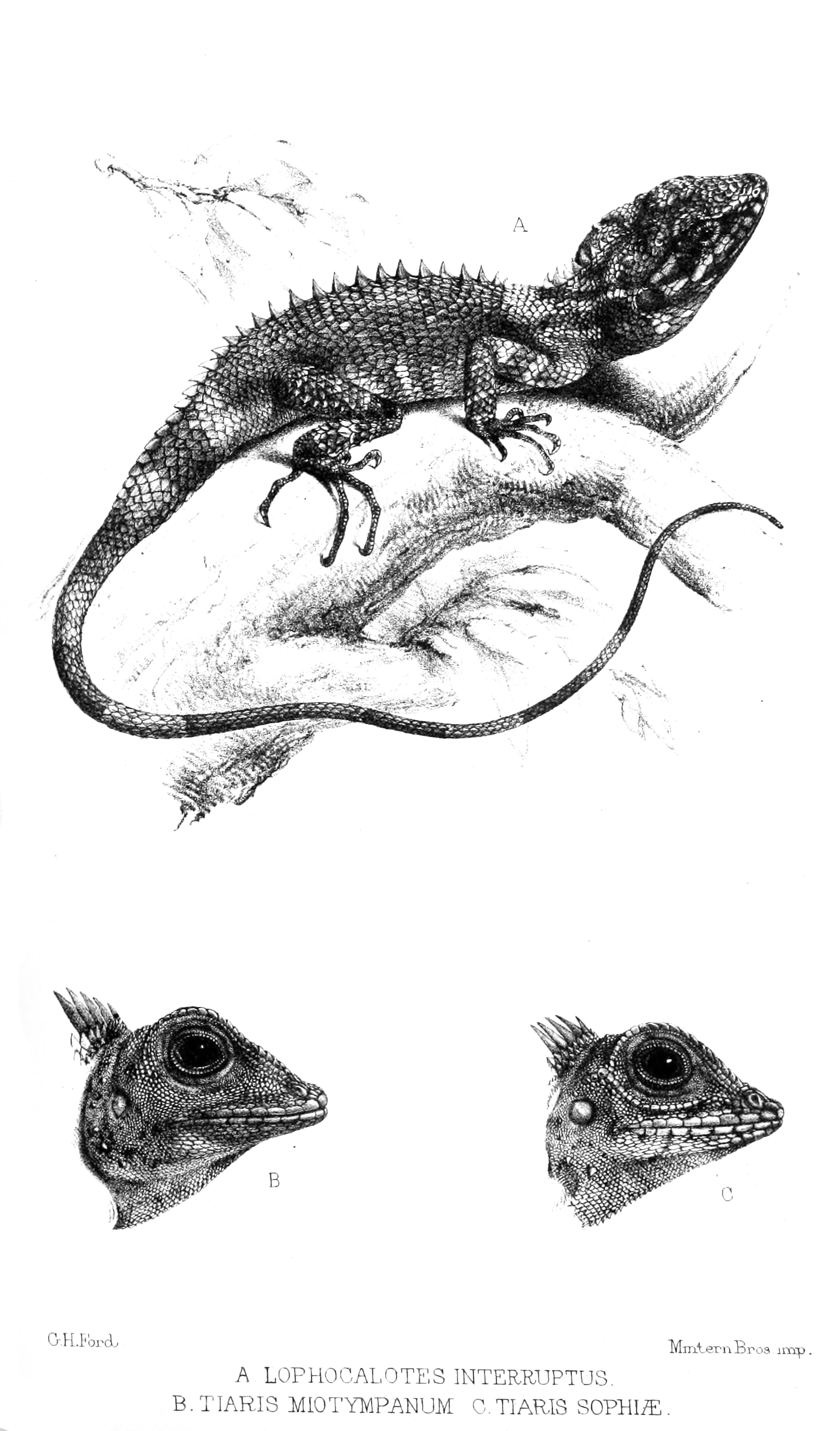